# Luis Scola
Luis Alberto Scola Balvoa (* 30. April 1980 in Buenos Aires) ist ein ehemaliger argentinischer Basketballspieler. Zurzeit steht er bei Pallacanestro Varese in der Lega Basket Serie A als Funktionär unter Vertrag. Zuvor war er unter anderem von 2007 bis 2017 in der nordamerikanischen Profiliga NBA aktiv. Außerdem spielte Scola für die argentinische Nationalmannschaft.

## Karriere
Scola begann seine Karriere bei der Jugendmannschaft von Ferro Carril Oeste in Buenos Aires. Sein Profidebüt gab er mit dem Seniorenteam in der Saison 1996/97. 1998 ging er zum spanischen Zweitligisten Cabitel Gijón, dem er zum Aufstieg verhalf. 1999 unterzeichnete er bei Tau Cerámica Vitoria, blieb allerdings für eine weitere Saison bei Cabitel Gijón. In der Saison 2000/01 spielte Scola dann erstmals für Tau Cerámica in der Liga ACB.
Im NBA Draft 2002 wurde Scola in der zweiten Runde an 56. Stelle von den San Antonio Spurs ausgewählt. 2005 versuchten die Spurs ihn bei Tau Cerámica freizukaufen. Dies konnte jedoch nicht bewerkstelligt werden. Bis 2007 blieb Scola daher in Spanien.
Im Juli 2007 tauschten die Spurs die Rechte an Scola (zusammen mit Jackie Butler) an die Houston Rockets für Vasilios Spanoulis, einen zukünftigen Zweitrunden-Draftpick und Geldleistungen ein. Schon drei Tage später unterzeichnete Scola einen Dreijahresvertrag bei den Rockets. Bis zu seinem Wechsel in die NBA war Scola mit 2.054 erzielten Punkten Spitzenreiter der EuroLeague (im November 2007 von Marcus Brown übertroffen) und mit 144 Einsätzen, neben dem Italiener Denis Marconato, Rekordhalter im bedeutendsten europäischen Wettbewerb für Vereinsmannschaften.
Im Sommer 2012 nutzten die Rockets die sogenannte „Amnesty-Klausel“, um Scola aus seinem Vertrag zu entlassen. Damit wollte das Team vor allem Scolas Gehalt für zukünftige Verpflichtungen einsparen.
In seiner ersten NBA-Saison konnte er durchschnittlich 10,3 Punkte und 6,4 Rebounds erreichen, wofür er am Ende der Saison in das NBA All-Rookie First Team berufen wurde.
Am 15. Juli 2012 gewannen die Phoenix Suns das Rennen um Scola und nahmen ihn unter Vertrag. Nach einem Jahr bei den Suns wurde Scola im Sommer 2013 für Gerald Green zu den Indiana Pacers transferiert.
In der Saison 2015/16 spielte er für die Toronto Raptors. Im Sommer 2016 wechselte er zu den Brooklyn Nets. Er wurde jedoch nach wenigen Monaten entlassen. Danach fand er kein NBA-Team mehr.
Von 2017 bis 2019 spielte er in China. Zunächst für die Shanxi Brave Dragons und in der Saison 2018/19 für die Shanghai Sharks.
Bei der Basketball-Weltmeisterschaft in China 2019 führte er seine Mannschaft ins Finale gegen Spanien und war der Liebling des Publikums. Er war der drittälteste Spieler des Turniers und gehörte zu den zehn besten Spielern.
Nach der Erfahrung in China kehrt er nach Europa zurück und unterschreibt im September 2019 bei Olimpia Milano in der obersten italienischen Lega Basket Serie A.
Im Juli 2020 wechselt er innerhalb der Lega Basket zu Pallacanestro Varese.

## Erfolge und Auszeichnungen
- In der Saison 2001/02 führte er Tau Cerámica Vitoria zum Titelgewinn in der Liga ACB.
- Mit Tau Cerámica konnte er dreimal den Copa del Rey gewinnen (2002, 2004 und 2006). Außerdem gewann die Mannschaft 2006 den spanischen Supercup.
- Scola wurde zweimal zum MVP der Liga ACB gewählt (2005 und 2007).
- Mit der argentinischen Nationalmannschaft gewann Scola 2004 die Goldmedaille bei den Olympischen Sommerspielen in Athen.
- Bei den Amerikameisterschaften 2007, 2009 und 2011 wurde Scola zum MVP gewählt.

## Sonstiges
Scola gehörte Anfang 2008 zu einem Kreis von 105 Basketballspielern, die von der EuroLeague nominiert wurden, um fünfzig bedeutende Persönlichkeiten des Basketballsports in Europa bestimmen und in der Folge im Mai 2008 in Madrid (Spanien) ehren zu können. Alle nominierten Spieler haben in den Europapokal-Wettbewerben der FIBA Europa und der EuroLeague eine besonders herausragende Rolle gespielt und gehörten jeweils zu den besonders herausgehobenen „Stars“ ihrer nationalen Ligateams.